# Ham Lini
Ham Lini (ur. 8 grudnia 1951 w Pentecost) – vanuacki polityk, premier kraju od 11 grudnia 2004 do 22 września 2008.
Brat jednego z twórców niepodległego państwa Vanuatu Waltera Liniego. Po jego śmierci przywódca Zjednoczonej Partii Narodowej. Poprowadził to ugrupowanie do zwycięstwa w wyborach parlamentarnych w lipcu 2004 (partia zdobyła 10 miejsc w 52-osobowym parlamencie) i był faworytem do objęcia stanowiska premiera, stanowisko to objął jednak lider Unii Partii Postępowych – Serge Vohor. W rządzie koalicyjnym Lini pełnił funkcję wicepremiera i ministra spraw wewnętrznych. Ham Lini został premierem grudniu 2004, gdy Vohor został odwołany przez parlament (po próbie nawiązania stosunków dyplomatycznych z Tajwanem bez porozumienia z deputowanymi i rządem).
21 marca 2006 w parlamencie Vanuatu odbyło się głosowanie nad udzieleniem rządowi Hama Lini votum nieufności, jednak wniosek przepadł. Po wyborach parlamentarnych, na stanowisku premiera 22 września 2008 zastąpił go Edward Natapei. Lini zajął w jego gabiencie urząd wicepremiera.